# Sencenac-Puy-de-Fourches
Sencenac-Puy-de-Fourches est une ancienne commune française située dans le département de la Dordogne, en région Nouvelle-Aquitaine.
Au 1er janvier 2019, elle est intégrée à la commune nouvelle (élargie) de Brantôme en Périgord en tant que commune déléguée.

## Géographie

### Généralités
Dans la moitié nord du département de la Dordogne, en Périgord central, la commune déléguée de Sencenac-Puy-de-Fourches s'étend sur 10,79 km2. Elle est située sur les hauteurs entre les vallées de la Beauronne, de la Côle et de la Donzelle.
L'altitude minimale avec 128 mètres se trouve localisée à l'extrême nord-ouest, près du lieu-dit le Sezaral, en limite de Brantôme. L'altitude maximale avec 234 mètres est située au sud, au niveau de la route départementale (RD) 106, à l'ouest du lieu-dit le Ladoux. Sur le plan géologique, le sol se compose principalement de calcaires du Crétacé, et au sud de la RD 106, de sables, d'argiles ou de graviers du Pléistocène.
Le bourg de Puy-de-Fourches, où est implantée la mairie, surplombe la RD 939 (l'ancienne route nationale 139) qui relie Périgueux à Brantôme, Angoulême et La Rochelle. Il  est situé en distances orthodromiques, six kilomètres au sud de Brantôme, et quatorze kilomètres au nord-nord-ouest de Périgueux, la préfecture. Sencenac est située trois kilomètres à l'est de Puy-de-Fourches.
Au nord-est, le territoire communal est bordé sur près d'un kilomètre par la RD 69.

### Communes limitrophes

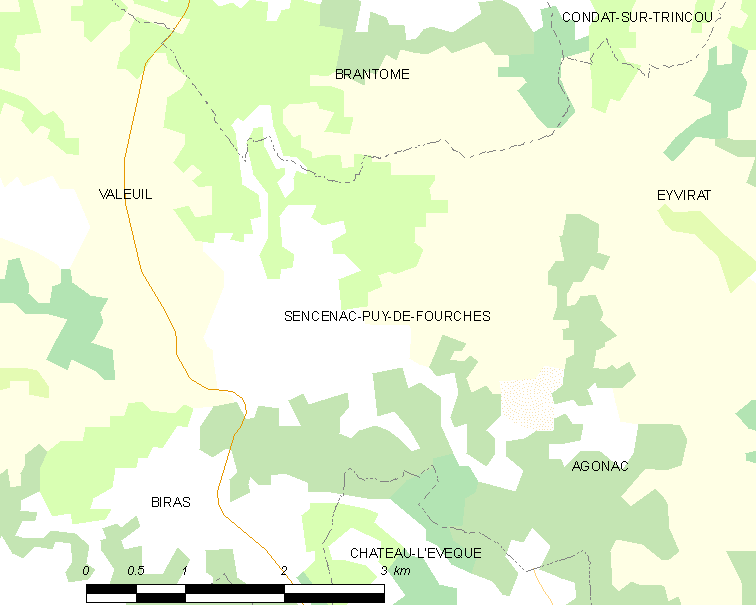
Carte de Sencenac-Puy-de-Fourches et des communes avoisinantes en 2015, avant la création de la commune nouvelle de Brantôme en Périgord.

En 2018, année précédant son intégration à la commune nouvelle de Brantôme en Périgord (créée en 2016), Sencenac-Puy-de-Fourches était limitrophe de six autres communes.
| Valeuil | Brantôme en Périgord     |         |
|         | Sencenac-Puy-de-Fourches | Eyvirat |
| Biras   | Château-l'Évêque         | Agonac  |

## Urbanisme

### Villages, hameaux et lieux-dits
Outre les bourgs de Puy-de-Fourches et de Sencenac proprement dits, le territoire se compose d'autres villages ou hameaux, ainsi que de lieux-dits :
- la Besse
- la Boïne
- la Borie Fricart
- les Branilles
- le Breuil
- les Chaufours
- les Eyssards
- la Forêt
- le Gilet
- le Grand Claud
- Grange-Douville
- Jambe Grosse
- les Jarrisses
- le Ladoux
- Leyparre
- Maison Pécou
- les Mariettes
- Puychautu
- la Riale
- la Rousselie
- la Séguinie
- le Sezaral
- le Taboury
- le Temple
- le Teyrat
- le Tuquet
- la Vialle.

## Toponymie
En occitan, la commune porte le nom de Cencenac e Puei de Forchas.

## Histoire
Issues des anciennes paroisses Notre Dame de Puy de Fourches et Saint Symphorien de Sencenac, les communes de Puy-de-Fourches et de Sencenac fusionnent en 1829 sous le nom de Sencenac-Puy-de-Fourches.
Auparavant, Sencenac fut successivement identifié sous les noms de Cenzenac au XIIe siècle, Saint Senat au XVIIe siècle, Seinsenac en 1732, Sensenac sur la carte de Cassini représentant la France entre 1756 et 1789, Saint Cenac (en 1793) puis Sincenac (en 1801).
De son côté, la graphie Puy-de-Fourches n'est officialisée qu'en 1801. On trouve les mentions précédentes Podium Furcarium en 1392, Puy de Forchas en 1460, Puy des Fourches sur la carte de Cassini et Puy de Fourche en 1793.
La commune a été décorée de la croix de guerre 1939-1945 le 11 novembre 1948, distinction également attribuée à dix-huit autres communes de la Dordogne.
Au 1er janvier 2019, la commune fusionne avec six autres communes pour former la commune nouvelle (élargie) de Brantôme en Périgord. À cette date, les sept communes fondatrices deviennent communes déléguées.

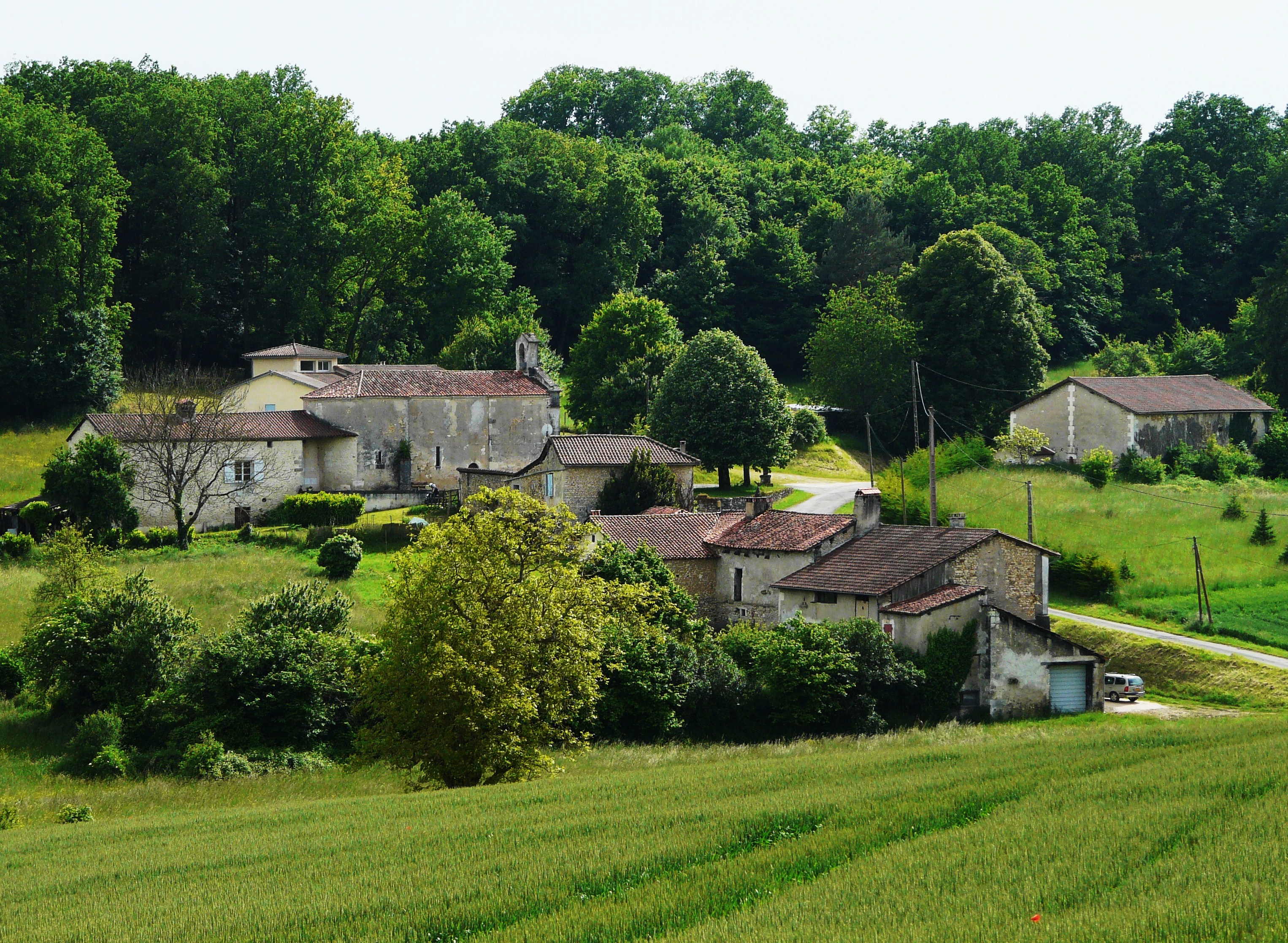
Maisons autour d'une église : voici Sencenac.
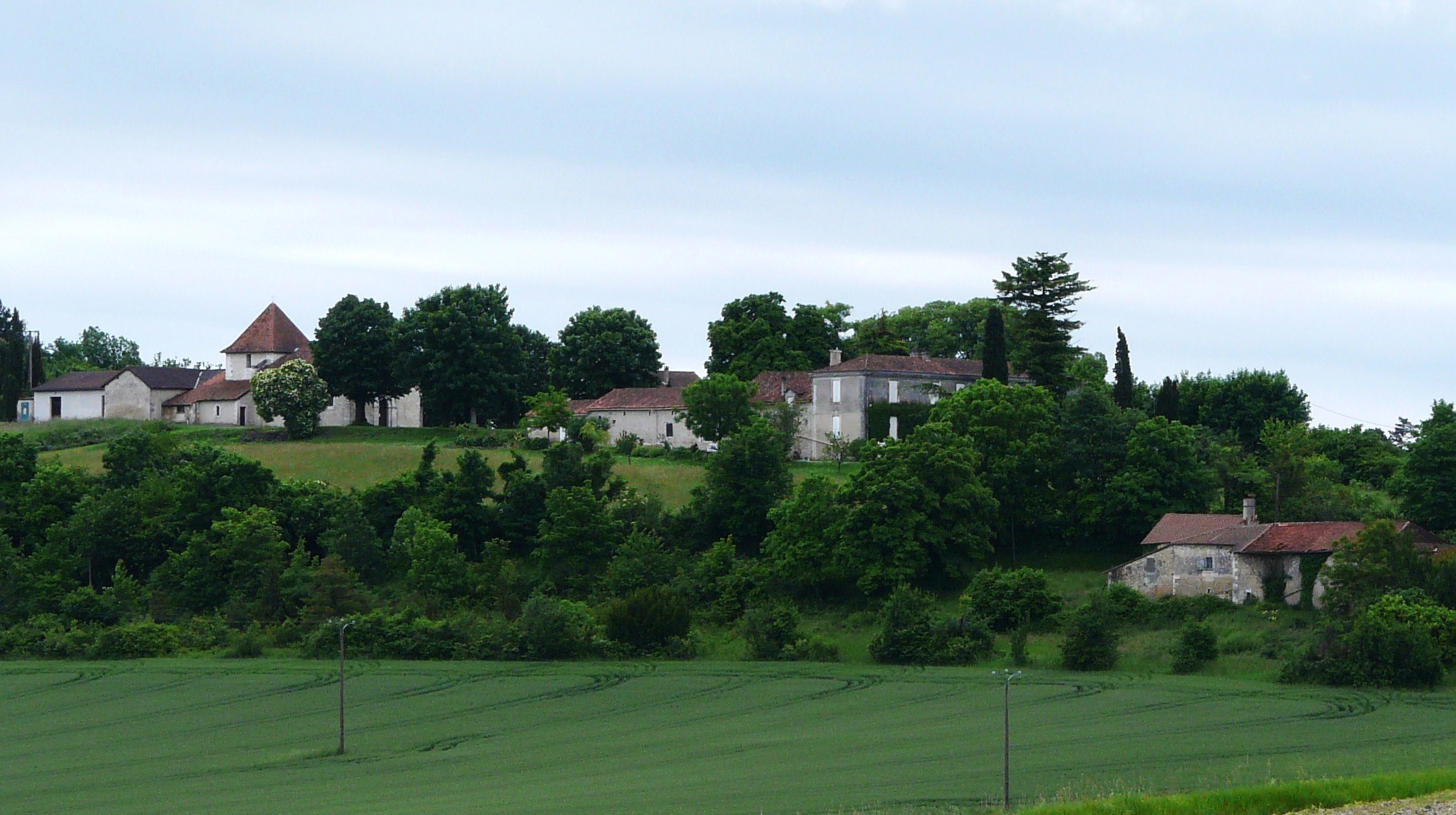
Maisons et une église qui dominent la route : voilà Puy-de-Fourches.

## Politique et administration

### Rattachements administratifs
La commune de Sencenac (appelée dans un premier temps « Saint Cenac » puis « Sincenac ») a été rattachée, dès 1790, au canton d'Agonat qui dépendait du district de Perigueux. Les districts sont supprimés en 1795 et le canton d'Agonat en 1801. La commune est alors rattachée au canton de Brantôme dépendant de l'arrondissement de Périgueux.
en 1829, elle fusionne avec Puy-de-Fourches prenant le nom de Sencenac-Puy-de-Fourches.
En 2017, Sencenac-Puy-de-Fourches est rattachée à l'arrondissement de Nontron, et en 2020 le canton de Brantôme est renommé canton de Brantôme en Périgord.

### Intercommunalité
Le 18 décembre 2001, la commune adhère à la communauté de communes du Brantômois. Celle-ci disparait le 31 décembre 2013, remplacée au 1er janvier 2014 par une nouvelle intercommunalité élargie, la communauté de communes Dronne et Belle.

### Administration municipale
La population de la commune étant comprise entre 100 et 499 habitants au recensement de 2011, onze conseillers municipaux ont été élus en 2014,. Ceux-ci sont membres d'office du  conseil municipal de la commune nouvelle de Brantôme en Périgord, jusqu'au renouvellement des conseils municipaux français de 2020.

### Liste des maires puis maires délégués
| Période                                  | Période        | Identité                     | Étiquette | Qualité                                  |
| ---------------------------------------- | -------------- | ---------------------------- | --------- | ---------------------------------------- |
| Les données manquantes sont à compléter. |                |                              |           |                                          |
|                                          |                |                              |           |                                          |
| (1839 ou avant)                          | 1842           | André Faucher                |           | Propriétaire                             |
| 1842                                     | octobre 1843   | Jean Chaumel du Planchat     |           | Administrateur provisoire Maire de Biras |
| octobre 1843                             | ?              | Antoine Bourgeix             |           |                                          |
| juillet 1852                             | ?              | Mathieu (dit Bonhomme) Dupuy |           |                                          |
| août 1862                                | août 1865      | Sicaire Dupuy des Essarts    |           |                                          |
| août 1865                                | 1870           | Laurent Lassaigne            |           | Propriétaire                             |
| 1870                                     | 1871           | Sicaire Dupuy                |           |                                          |
| 1871                                     | mars 1874      | Guillaume Brachet            |           |                                          |
| mars 1874                                | octobre 1876   | Sicaire Dupuy                |           |                                          |
| octobre 1876                             | 1883           | Laurent Lassaigne            |           |                                          |
| 1883                                     | mai 1884       | Étienne Bourgeix             |           | Adjoint faisant fonctions de maire       |
| mai 1884                                 | 1889           | François Gibaud              |           |                                          |
| 1889                                     | mai 1889       | ?                            |           | Adjoint faisant fonctions de maire       |
| mai 1889                                 | août 1894      | Jean Bourgeix                |           | Propriétaire                             |
| août 1894                                | 1900           | Guillaume Dupuy              |           |                                          |
| 1900                                     | mars 1904      | François Brachet             |           |                                          |
| mai 1904                                 | ?              | Jean (ou Jeandouny) Bourgeix |           |                                          |
| mai 1912                                 | décembre 1919  | Antoine Brachet              |           |                                          |
| décembre 1919                            | 1925           | Adrien Mazière               |           |                                          |
| mai 1925                                 | mai 1929       | Jean Brachet                 |           |                                          |
| mai 1929                                 | mai 1935       | Arnaud Testud                |           |                                          |
| mai 1935                                 | septembre 1937 | Jean Adrien Amblard          |           |                                          |
| octobre 1937                             | novembre 1944  | Antoine Bourland             |           |                                          |
| novembre 1944                            | juillet 1967   | Édouard Bardy                |           |                                          |
| juillet 1967                             | août 2000      | Michel Amblard               |           |                                          |
| septembre 2000                           | décembre 2018  | Guy Duverneuil               | SE        | Gérant de société retraité               |

| Période      | Période  | Identité       | Étiquette | Qualité                    |
| ------------ | -------- | -------------- | --------- | -------------------------- |
| janvier 2019 | mai 2020 | Guy Duverneuil | SE        | Gérant de société retraité |
| mai 2020     | En cours | Thierry Jean   |           |                            |

### Instances judiciaires
Dans les domaines judiciaire et administratif, Sencenac-Puy-de-Fourches relève : 
- du tribunal d'instance, du tribunal de grande instance, du tribunal pour enfants, du conseil de prud'hommes, du tribunal de commerce et du tribunal paritaire des baux ruraux de Périgueux ;
- de la cour d'assises et du tribunal des affaires de Sécurité sociale de la Dordogne ;
- de la cour d'appel, du tribunal administratif et de la cour administrative d'appel de Bordeaux.

## Démographie
Jusqu'en 1829, les communes de Puy-de-Fourches et de Sencenac étaient indépendantes.
Les habitants de Sencenac-Puy-de-Fourches se nomment les Podofocadiens.

### Démographie de Sencenac, puis de Sencenac-Puy-de-Fourches
En 1829, Puy-de-Fourches fusionne avec Sencenac qui devient Sencenac-Puy-de-Fourches.
En 2018, dernière année en tant que commune indépendante, Sencenac-Puy-de-Fourches comptait 238 habitants. À partir du XXIe siècle, les recensements des communes de moins de 10 000 habitants ont lieu tous les cinq ans (2005, 2010, 2015 pour Sencenac-Puy-de-Fourches). Depuis 2006, les autres dates correspondent à des estimations légales.
Au 1er janvier 2022, la commune déléguée de Sencenac-Puy-de-Fourches compte 277 habitants.
| 1800 | 1806 | 1821 | 1831 | 1836 | 1841 | 1846 | 1851 | 1856 |
| ---- | ---- | ---- | ---- | ---- | ---- | ---- | ---- | ---- |
| 182  | 175  | 161  | 499  | 506  | 471  | 494  | 493  | 495  |

| 1861 | 1866 | 1872 | 1876 | 1881 | 1886 | 1891 | 1896 | 1901 |
| ---- | ---- | ---- | ---- | ---- | ---- | ---- | ---- | ---- |
| 455  | 446  | 441  | 463  | 435  | 414  | 432  | 381  | 362  |

| 1906 | 1911 | 1921 | 1926 | 1931 | 1936 | 1946 | 1954 | 1962 |
| ---- | ---- | ---- | ---- | ---- | ---- | ---- | ---- | ---- |
| 388  | 411  | 330  | 331  | 313  | 294  | 287  | 265  | 207  |

| 1968 | 1975 | 1982 | 1990 | 1999 | 2005 | 2006 | 2010 | 2015 |
| ---- | ---- | ---- | ---- | ---- | ---- | ---- | ---- | ---- |
| 221  | 191  | 176  | 180  | 193  | 196  | 199  | 230  | 232  |

| 2018 | - | - | - | - | - | - | - | - |
| ---- | - | - | - | - | - | - | - | - |
| 238  | - | - | - | - | - | - | - | - |

## Économie
Les données économiques de Sencenac-Puy-de-Fourches sont incluses dans celles de la commune nouvelle de Brantôme en Périgord.

## Culture locale et patrimoine

### Lieux et monuments

#### Patrimoine civil
- Une colonne romaine située en bordure du parvis de l'église de Sencenac, datée du IIIe siècle, classée au titre des monuments historiques[18].

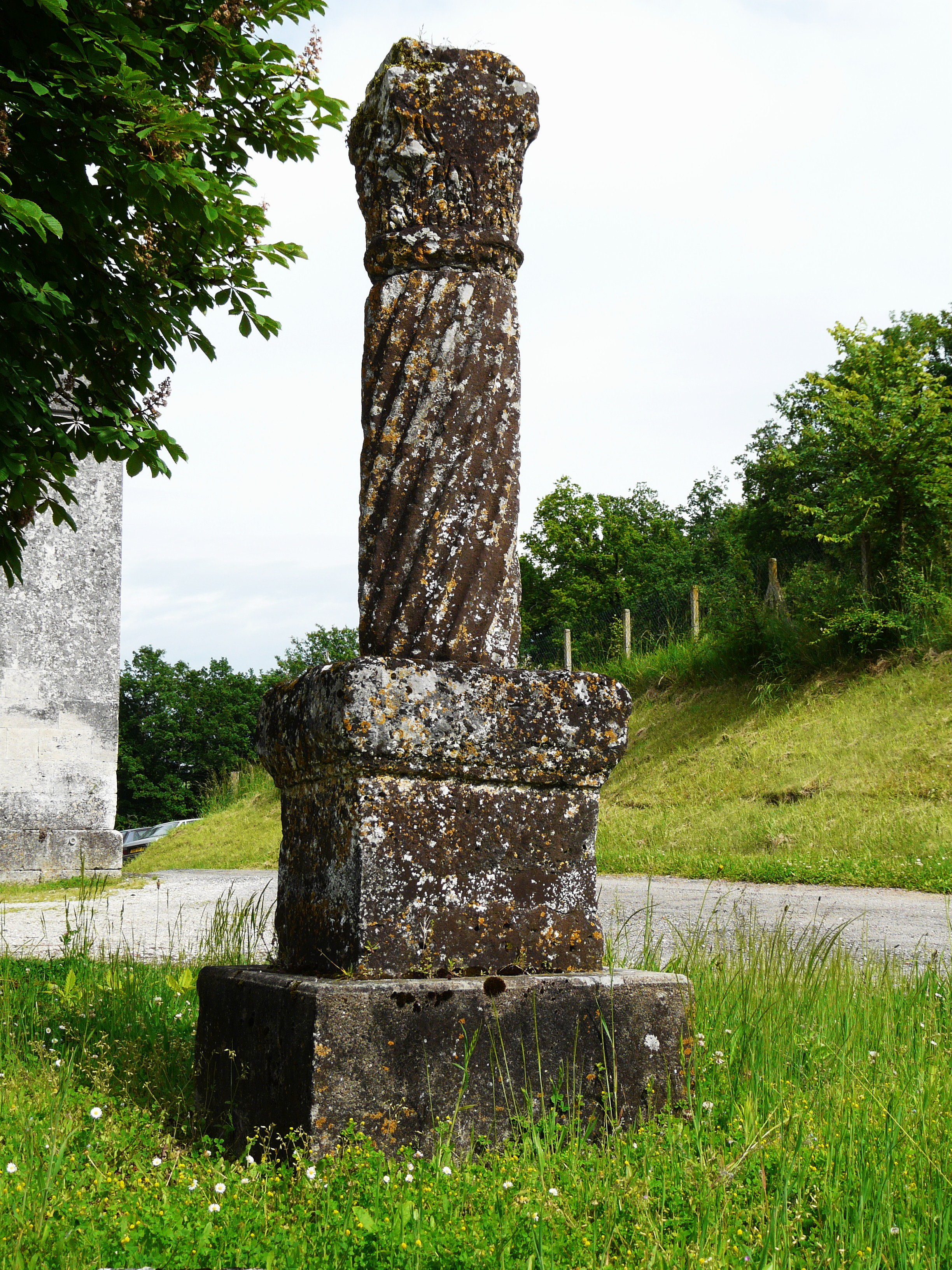
La colonne romaine.
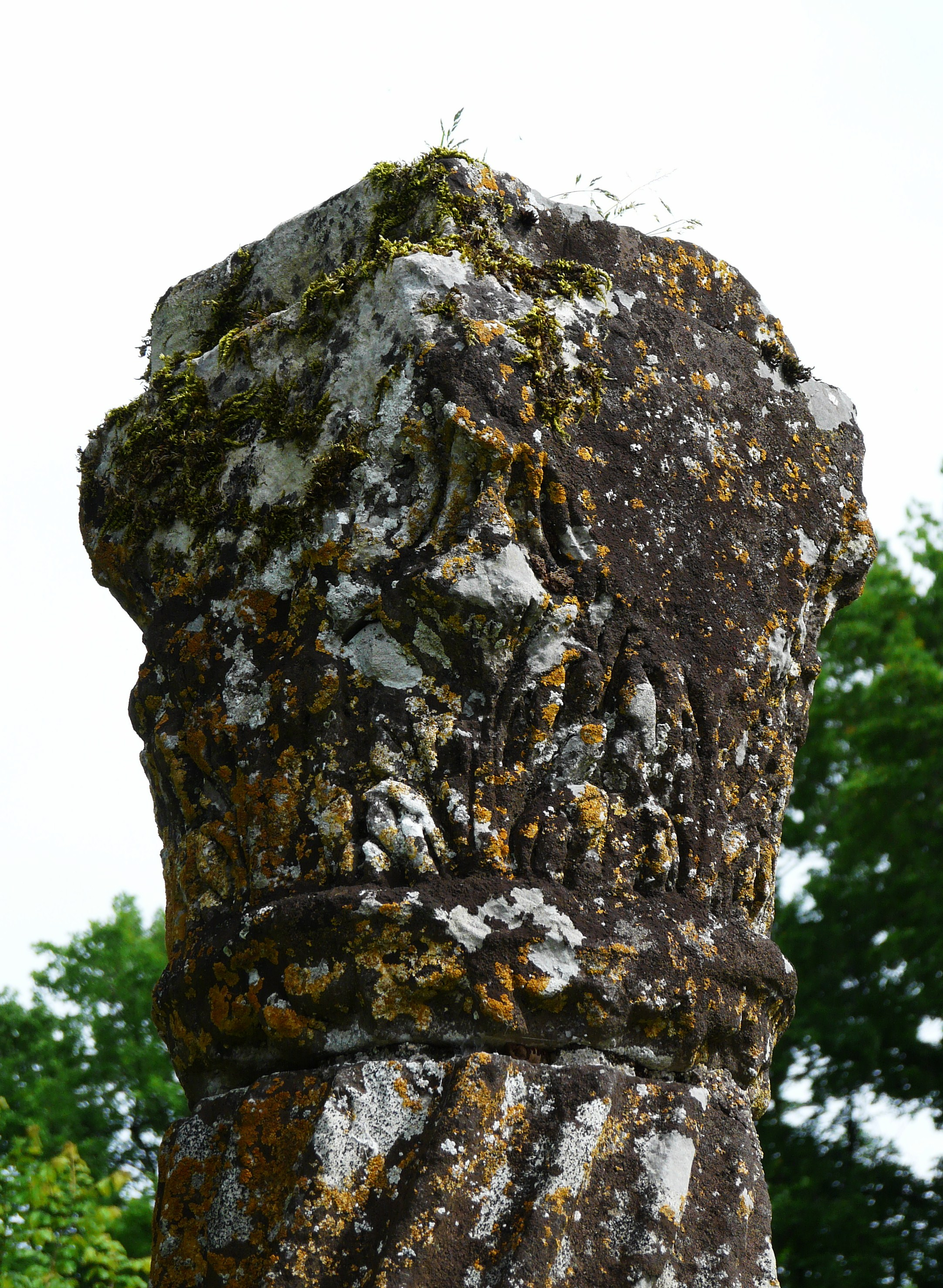
Détail de la colonne.

- Le repaire de la Vialle, ancien repaire noble du XVIe siècle transformé en ferme aux XVIIIe et XIXe siècles[19].

- Le manoir de la Borie-Fricart, XVIe siècle[20].

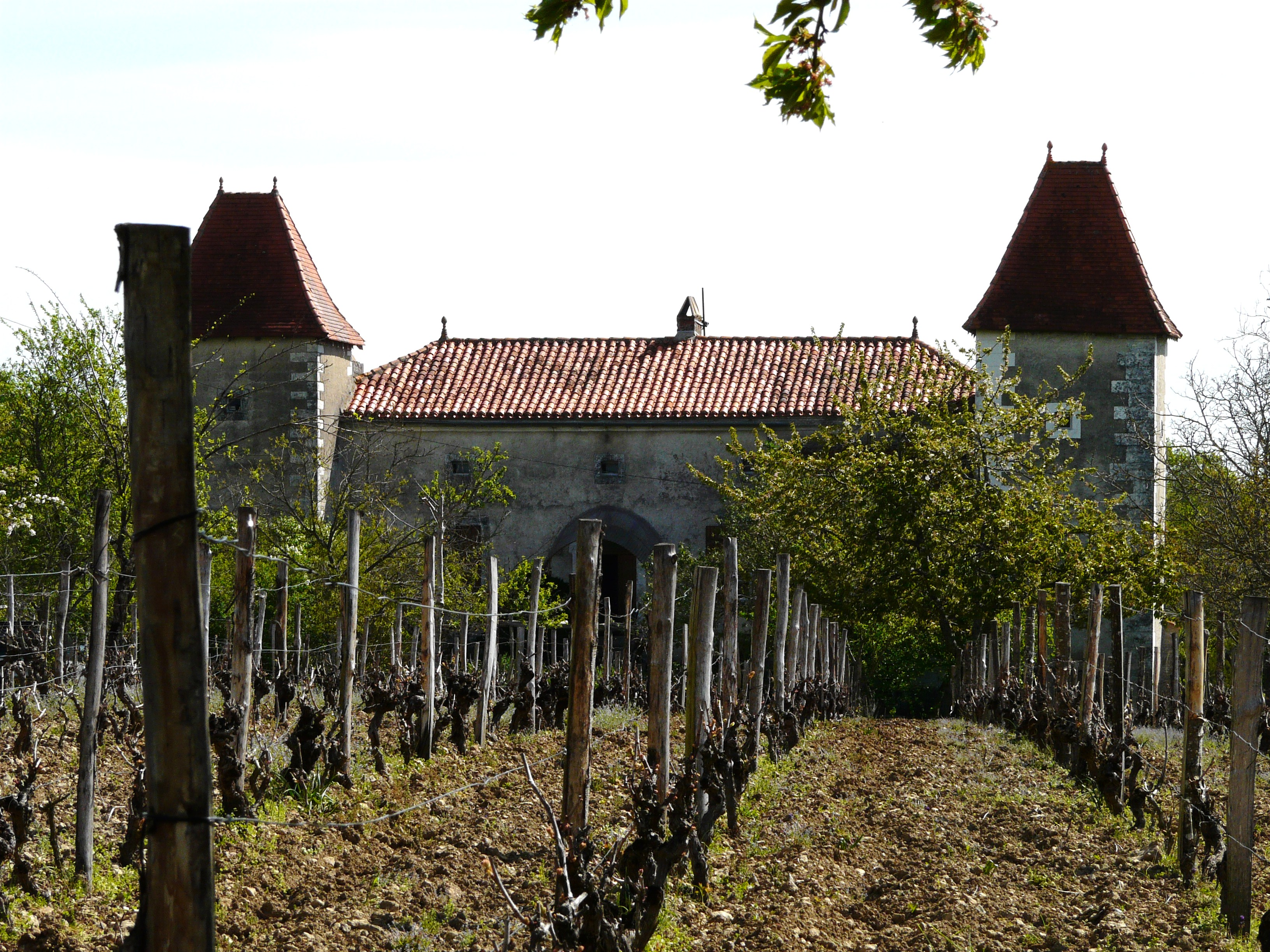
Le repaire de la Vialle.
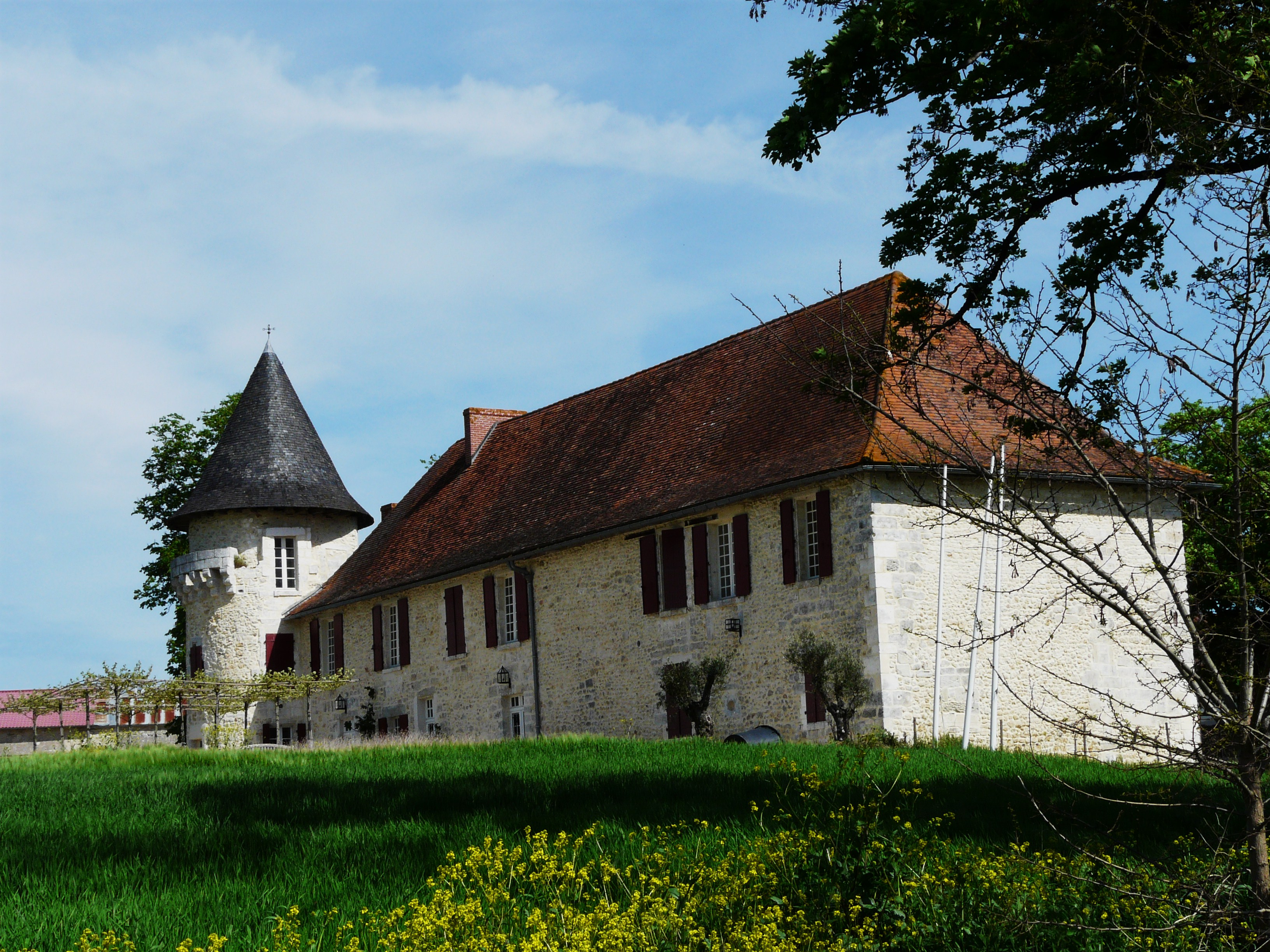
Le manoir de la Borie-Fricart.

- La gentilhommière du Teyrat, ou du Teyrol (ancien repaire noble de Teyrac)[21].

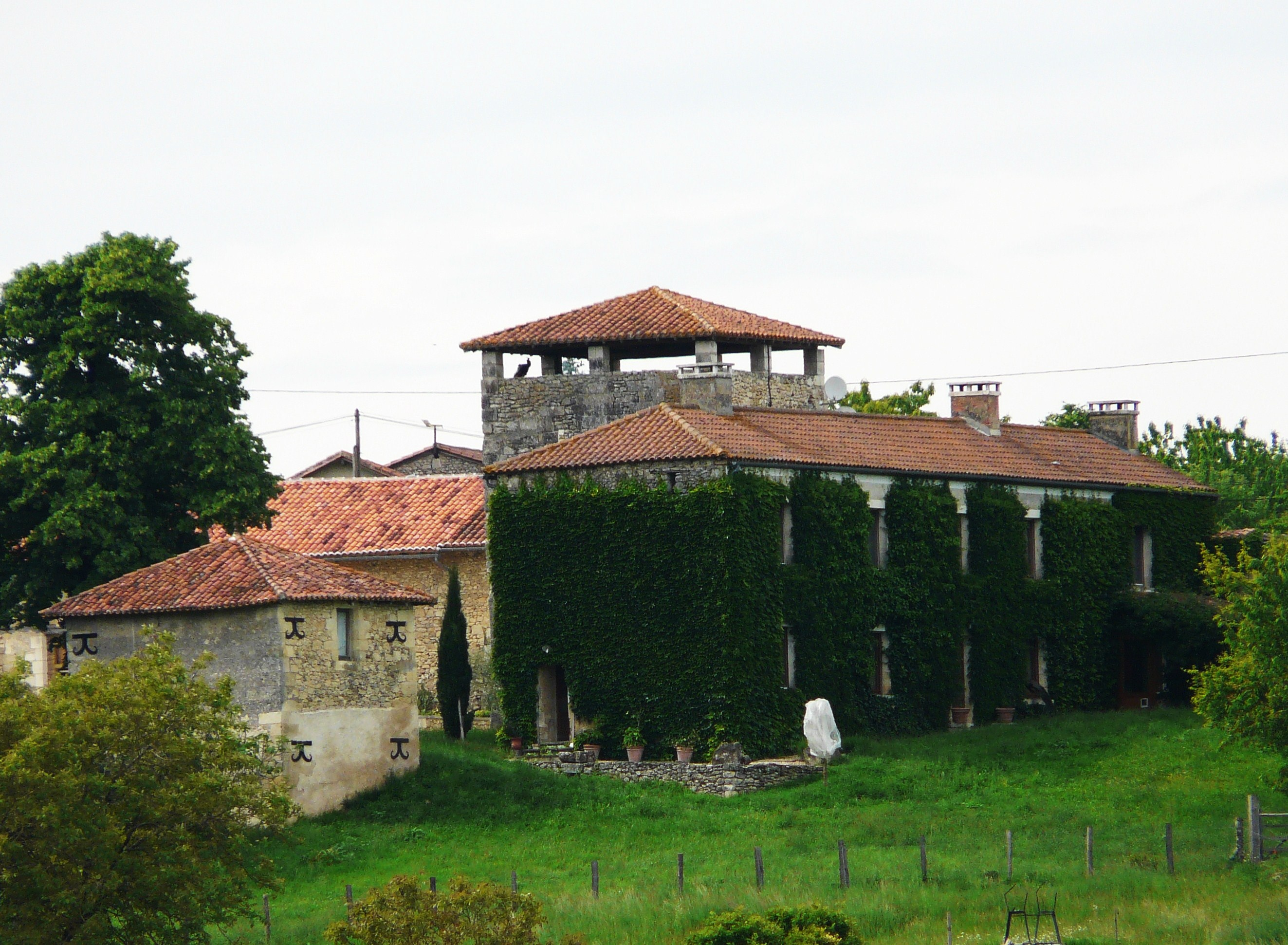
La gentilhommière du Teyrat.
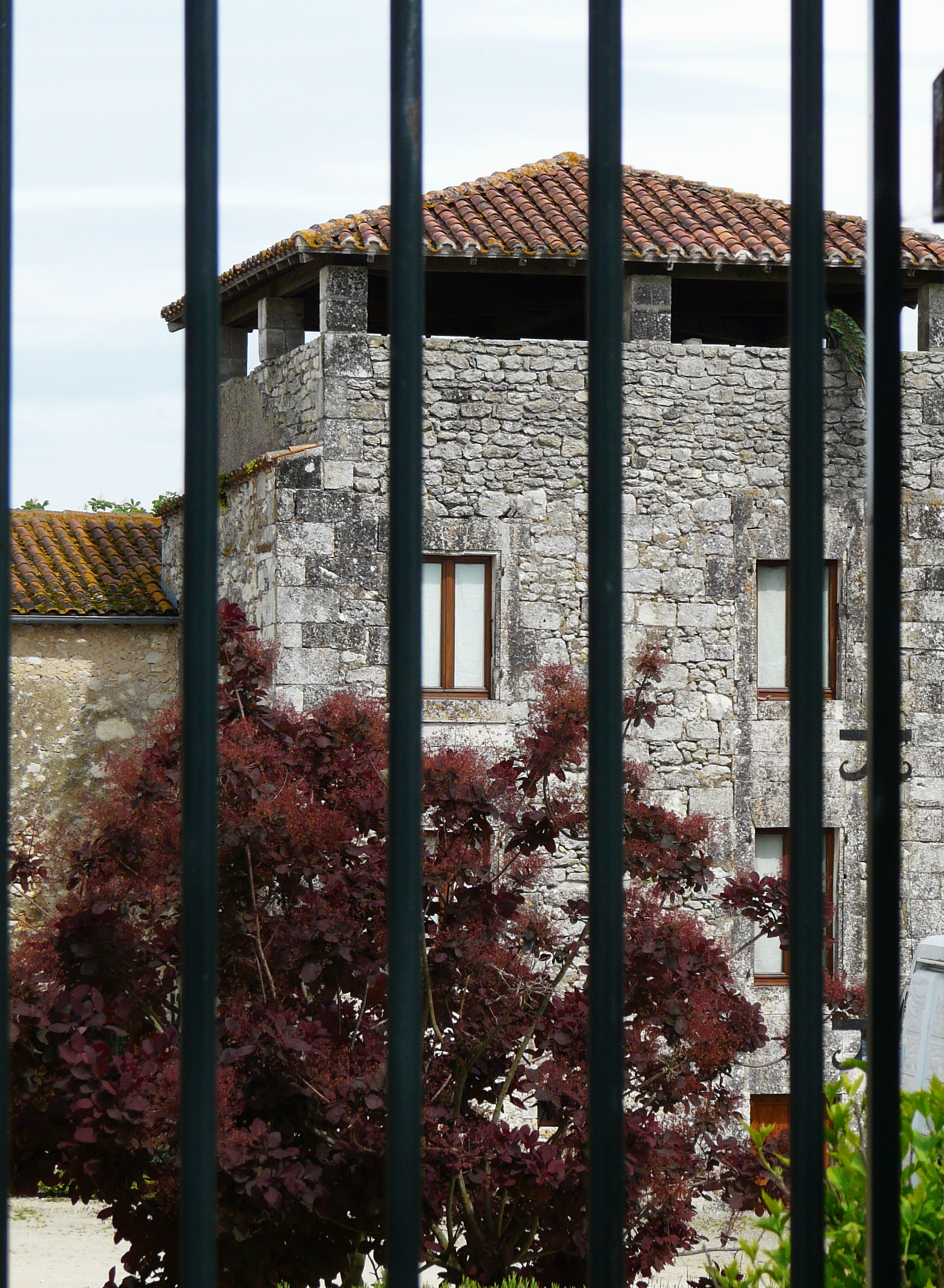
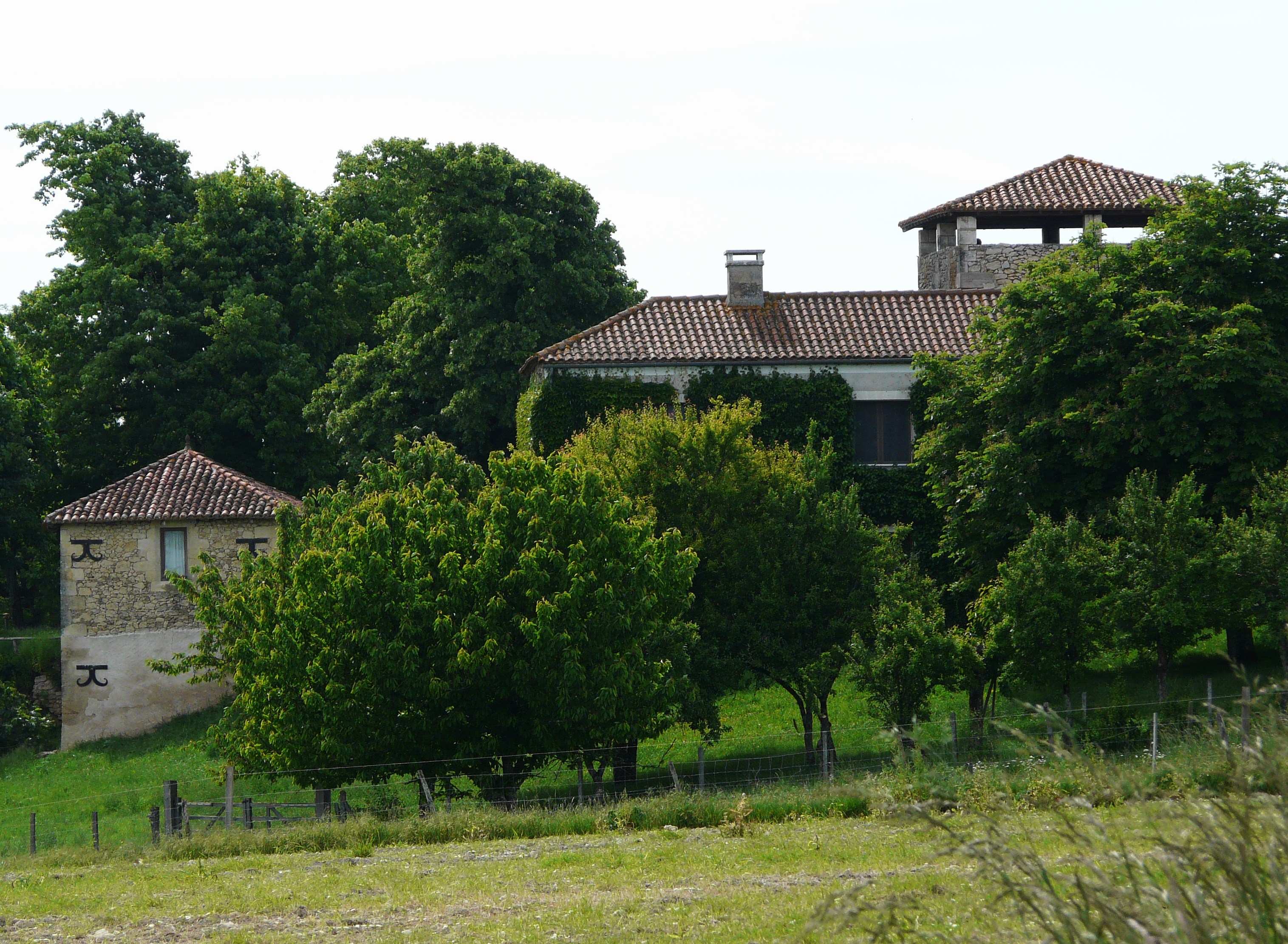

#### Patrimoine religieux
- À sencenac, l'église romane Saint-Symphorien, XIIe et XIIIe siècles[22].

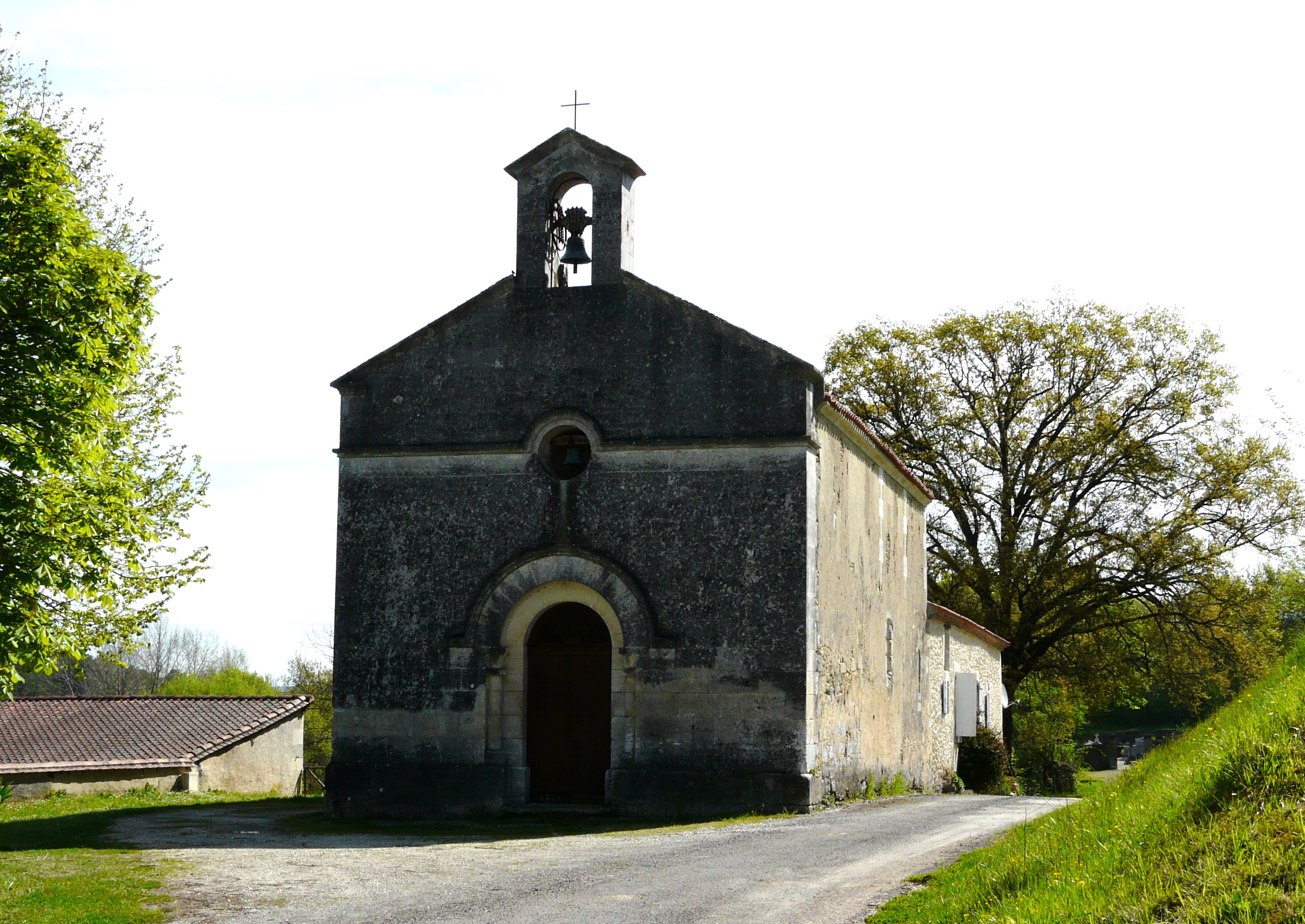
L'église de Sencenac.
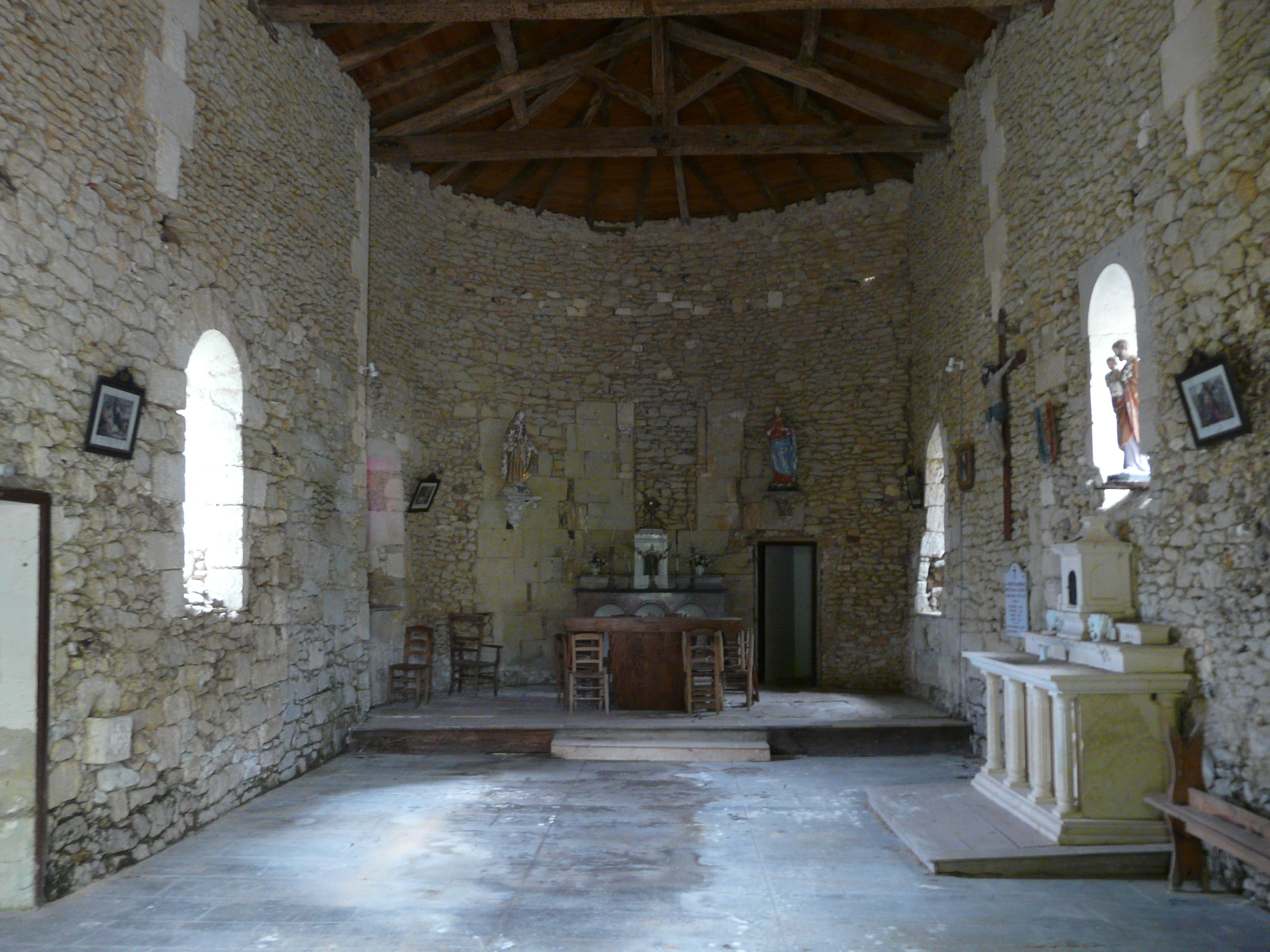
La nef.
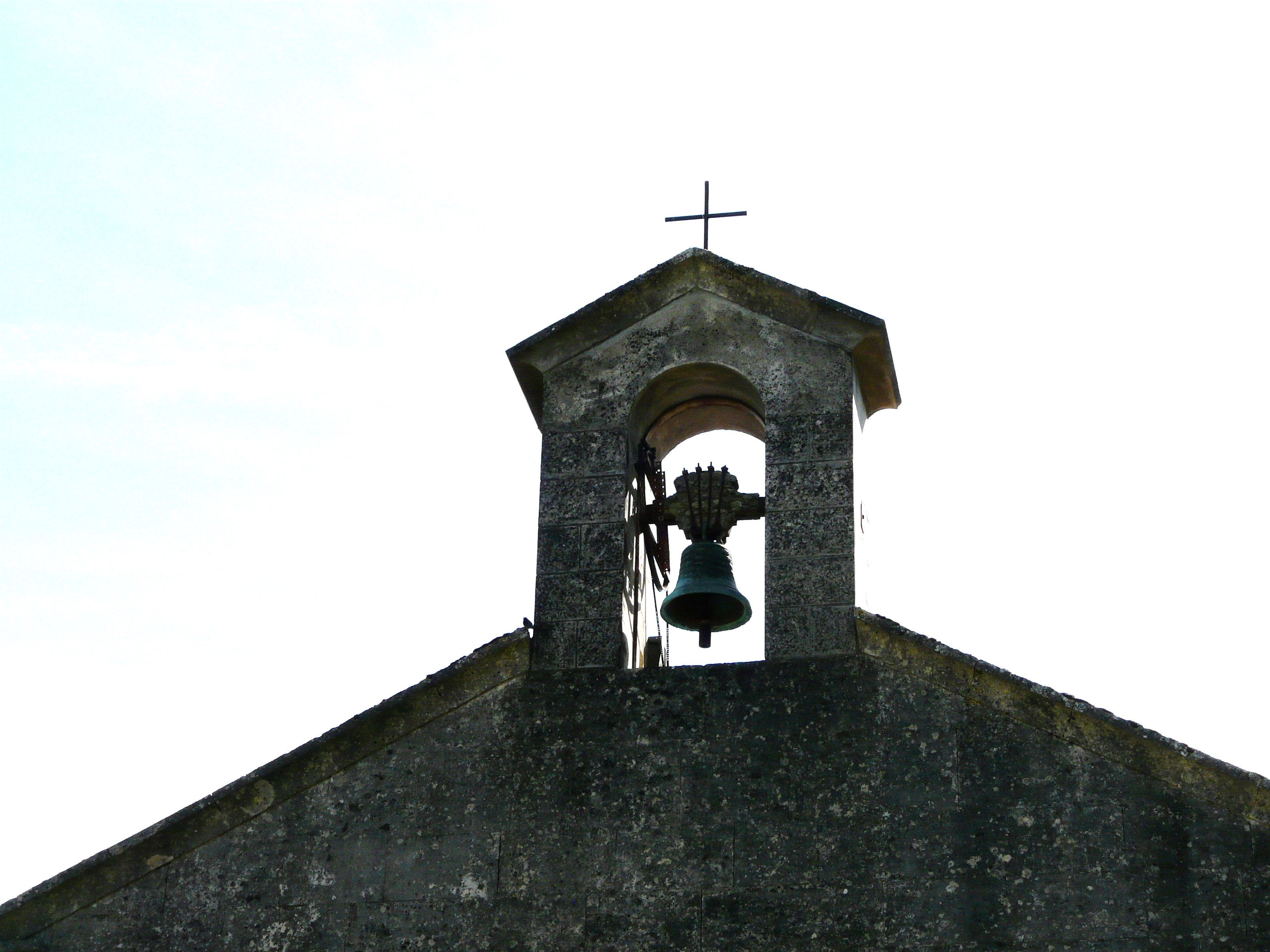
La cloche.

- À Puy-de-Fourches, l'église Notre-Dame, ou Saint-Mandé-et-Notre-Dame, XIXe siècle[23],[24].

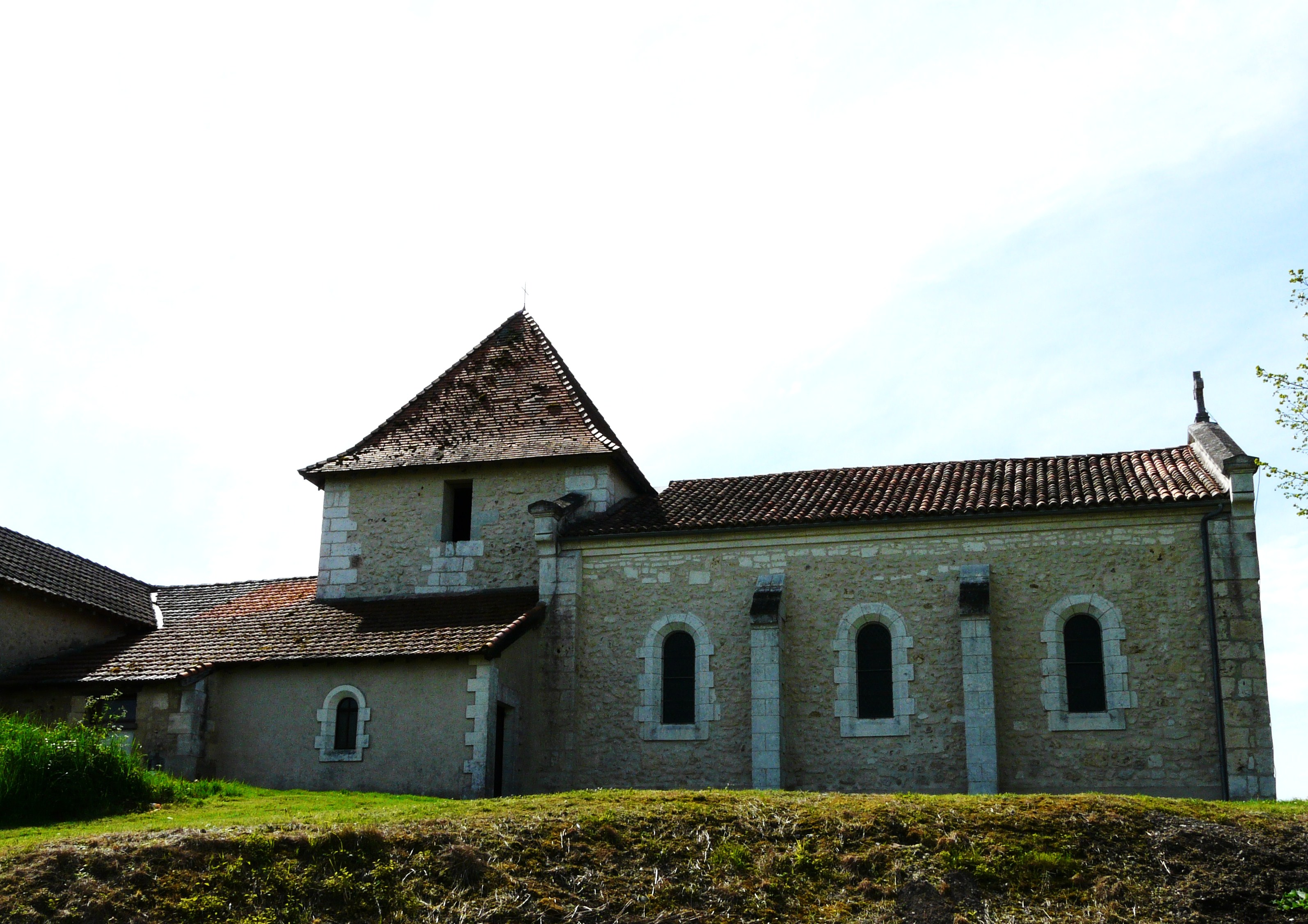
L'église de Puy-de-Fourches.
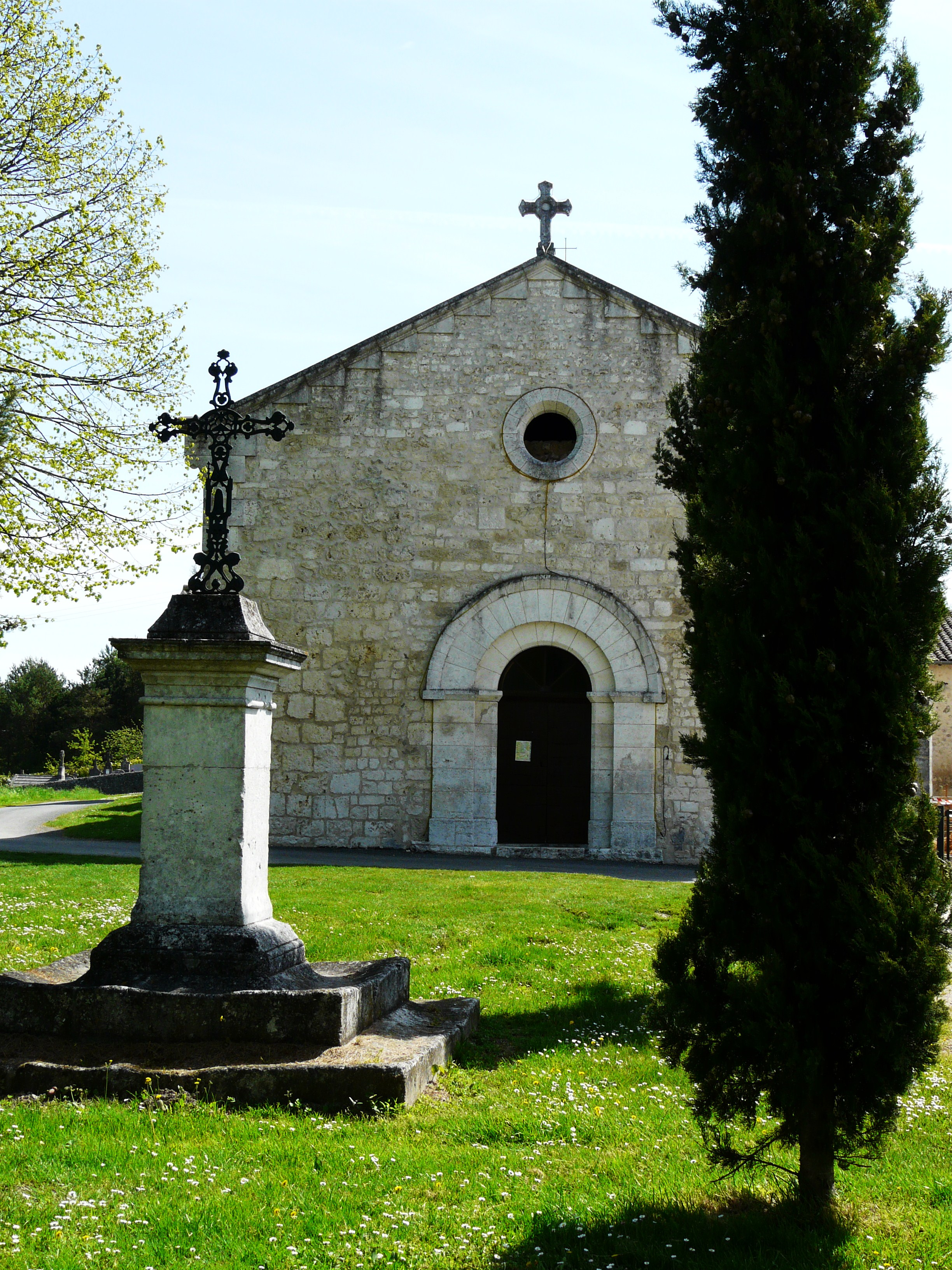
Le parvis.
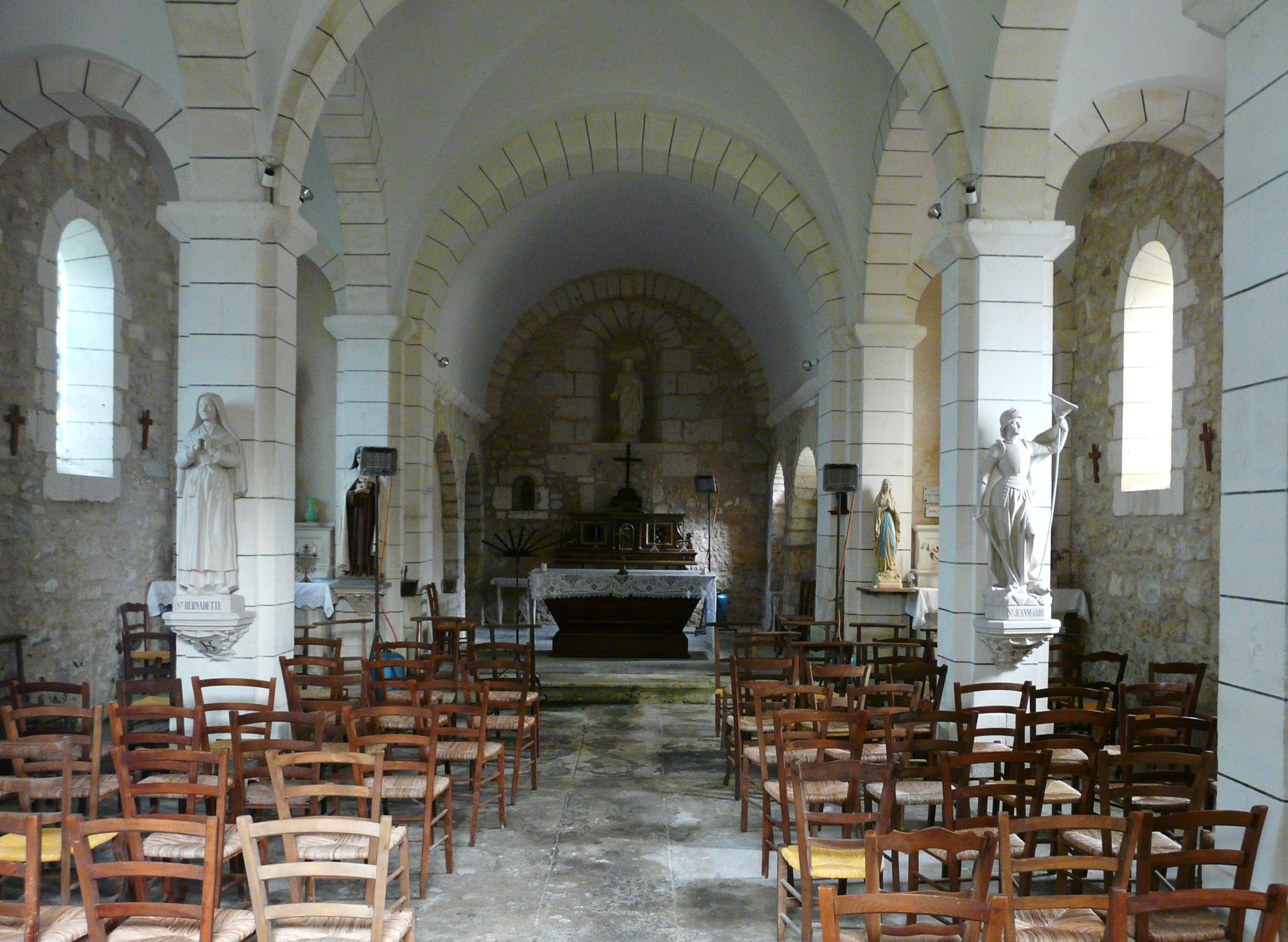
La nef.

### Personnalités liées à la commune
L'ancien ministre néerlandais de l'agriculture (de 2002 à 2007), Cees Veerman, est le propriétaire de deux fermes à Sencenac-Puy-de-Fourches: La Borie Fricart et La Charmie.

### Héraldique
| Blason de Sencenac-Puy-de-Fourches | Blason  | Parti : au 1er un bouquet de six épis de blé tigés et feuillés, soutenus de deux noix, au 2e coupé au I une croisette pattée, au II deux vaches paissantes, l'une au-dessus de l'autre. |
| Blason de Sencenac-Puy-de-Fourches | Détails | Le statut officiel du blason reste à déterminer. |